# 40457 Вільямкун
40457 Вільямкун (40457 Williamkuhn) — астероїд головного поясу, відкритий 4 вересня 1999 року.
Тіссеранів параметр щодо Юпітера — 3,521.